# Stalag II-D
Stalag II-D (nome in codice americano, "Camp # 86") è stato un campo di prigionia per prigionieri di guerra durante la seconda guerra mondiale della Wehrmacht, situato vicino a Stargard in Pomerania (ora Stargard Szczeciński, Voivodato della Pomerania Occidentale in Polonia), a circa 30 chilometri ad est di Stettino.

## Storia del campo
Il campo fu stabilito in un ex-campo di addestramento militare nel settembre del 1939 per detenere i prigionieri polacchi rastrellati durante la campagna di Polonia nel 1939. Durante i primi mesi, caratterizzati da un inverno molto freddo, essi hanno vissuto all'aperto o in tenda, mentre costruivano le baracche in legno e mattoni per il futuro campo permanente. Nei mesi di maggio e giugno 1940 arrivarono qui anche soldati americani, francesi e belgi fatti prigionieri durante la campagna di Francia. A questi seguirono i prigionieri sovietici catturati durante l'Operazione Barbarossa.
Nei mesi di settembre e ottobre 1943, ovvero dopo l'armistizio di Cassibile, arrivarono al campo anche i prigionieri italiani. Dopo il disastroso raid su Dieppe dell'agosto 1942, i prigionieri canadesi vennero trasferiti a Stargard dallo Stalag VIII-B nel gennaio del 1944. Il campo fu infine liberato dall'Armata Rossa a metà aprile del 1945.
Ad oggi il campo non esiste più ed al suo posto si trova un'area militare recintata. A ricordo del campo di lavoro oggi si trova all'esterno nelle sue vicinanze una lapide che ricorda il campo.

## Evacuazione e rimpatrio
La prima evacuazione si effettuò il 29 gennaio 1945 nonostante le condizioni meteo avverse, infatti vi era una tormenta. Il conteggio si svolse la mattina della marcia quando il Man of Confidence (MOC, "uomo di fiducia") era in trattativa con il Kommandant per la sicurezza degli uomini, dato che risultavano troppo prigionieri malati per sostenere tale marcia. Molti di questi malati e infermi furono lasciati nel lazzaretto, e successivamente trasportati in treno o in camion. Durante la marcia, circa un migliaio di uomini lottavano per rimanere in formazione: durante la marcia complessivamente vi erano circa cinquecento russi, duecento francesi, un centinaio di americani e venticinque canadesi. Altri rapporti riportano invece un numero maggiore, pari a 2000 prigionieri in marcia. Quel giorno marciarono per circa 30 chilometri, in seguito furono rinchiusi in una stalla dove passarono la notte sempre sotto sorveglianza. Ogni sera le guardie scaricavano il pasto per la giornata sulla terra fangosa. Ognuno doveva lottare per ottenere anche una minima parte di cibo. In mattinata, furono date due fette di pane contate, dopodiché la marcia ricominciò nuovamente per altri 30 chilometri circa fino a raggiungere il villaggio successivo. Altri rapporti riportano un numero di prigionieri superiore a duemila nella colonna.
Marciarono per venticinque o anche trenta chilometri al giorno, passavano la notte dormendo in una stalla sotto scorta. Coloro che cadevano sul lato della strada dicevano di essere stati colpiti, invece si facevano caricare sul "carro dei morti" che chiudeva la colonna; questo carro veniva utilizzato per il trasporto dei già morti, dei morenti o malati e venivano tutti ammucchiati sul carro per essere trasportati al successivo punto di arresto. Dopo due, forse tre giorni, la colonna raggiunse Stettino. I malati e i morti furono lasciati sul posto mentre il resto della colonna fu spostato allo Stalag II-A, dove arrivarono il 7 febbraio 1945. La distanza totale coperta negli otto giorni di marcia fu di 120-150 chilometri.
Il 25 febbraio 1945 la maggior parte dei restanti prigionieri fu costretta a marciare verso ovest prima dell'offensiva sovietica e subirono grandi difficoltà prima che fossero liberati dalle truppe alleate nell'aprile del 1945.

## Condizioni di vita
I prigionieri di basso rango in questo campo sono stati trattati meglio di altri nei campi più a sud. Qui hanno avuto la possibilità di lavorare anche nelle aziende agricole e quindi la possibilità di ottenere un miglior nutrimento.

## Evasioni
Fu relativamente facile fuggire da una delle fattorie dove i prigionieri lavorarono; ma molto più difficile era eludere la possibilità di essere ricatturati. I detenuti che lavoravano nelle aziende agricole non avevano l'assistenza essenziale che veniva fornita negli Oflag da team di specialisti, dedicati alla produzione di documenti e mappe dettagliate. Senza di questi era estremamente difficile attraversare centinaia di chilometri con frequenti controlli da parte della polizia nazista.
Ad esempio, Gabriel Regnier, un prigioniero francese, ha descritto il suo fallito tentativo di evasione assieme ad un compagno francese il 23 marzo 1942. Un operaio civile polacco presso l'azienda agricola dove lavoravano, li aveva aiutati a nascondendersi procurando degli abiti civili. Durante una notte buia raggiunsero con successo un treno merci nei pressi della fattoria. Qui si nascosero con successo in un vagone pieno di scatole. In seguito il treno si fermò a Stettino per lo scarico, e quindi passarono in un altro vagone carico di sacchi di orzo destinati ad Aquisgrana, in Germania occidentale, che raggiunsero quattro giorni più tardi. Qui cercarono un vagone che potesse portarli in Olanda, ma il conducente di un treno notò due persone in movimento lungo il treno e avvisò la polizia militare. Ricatturati, furono riportati a Stargard dove trascorsero 24 giorni in isolamento.  Sarebbe potuta finire molto peggio.